# Neotis heuglinii
La avutarda somalí (Neotis heuglinii) es una especie ave otidiforme de la familia Otididae que vive en el cuerno de África. 

## Descripción
Es un ave bastante grande, que alcanza hasta los 89 cm de largo. Los machos pesan entre los 4 y 8 kg y las hembras que son más pequeñas pesan entre los 2,6 y 3 kg. Además del tamaño los sexos se diferencian por su plumaje. El llamativo tiene una espalda parda moteada con el rostro y píleo negros y el cuello gris azulado. Presenta una lista castaña en la parte inferior del pecho separada el vientre blanco por una fina línea negra. La hembra es de tonos pardos más claros, no tiene manchas negras en la cabeza aunque su rostro está veteado en gris pizarra. En vuelo esta especie muestra el borde blanco de sus primarias que destacan sobre el resto de la parte superior de sus alas oscuras, algo que no se aprecia cuando están posadas.

## Distribución y hábitat
La avutarda somalí se encuentra en el este de África, concretamente en Somalia, Yibuti, el este de Etiopía, Kenia y sureste de Eritrea. Suele encontrarse en parejas o pequeños grupos en herbazales áridos y semiáridos, llegando hasta el borde del desierto.